# Escobosa de Calatañazor
Escobosa de Calatañazor es un despoblado español perteneciente al municipio de Rioseco de Soria, en la provincia de Soria, partido judicial de Soria, comunidad autónoma de Castilla y León.

## Historia
El Censo de Pecheros de 1528, en el que no se contaban eclesiásticos, hidalgos y nobles, registraba la existencia de 25 pecheros, es decir, unidades familiares que pagaban impuestos. Pertenecía a la Comunidad de villa y tierra de Calatañazor.
A la caída del Antiguo Régimen, la localidad se constituyó en municipio constitucional, en la región de Castilla la Vieja, partido de Almazán, que en el censo de 1842 contaba con 18 hogares y 70 vecinos. A mediados del siglo XIX, el municipio desaparece porque se integra en Rioseco de Soria; contaba entonces con 18 hogares y 70 habitantes. Se encuentra deshabitado desde el año 1975, cuando se cerró la última casa.

## Patrimonio
- Iglesia de San Juan Bautista: de origen románico, se encuentra en estado ruinoso.

## Fiestas
- Natividad de la Virgen: se celebraban el 8 de septiembre.

## Galería de imágenes

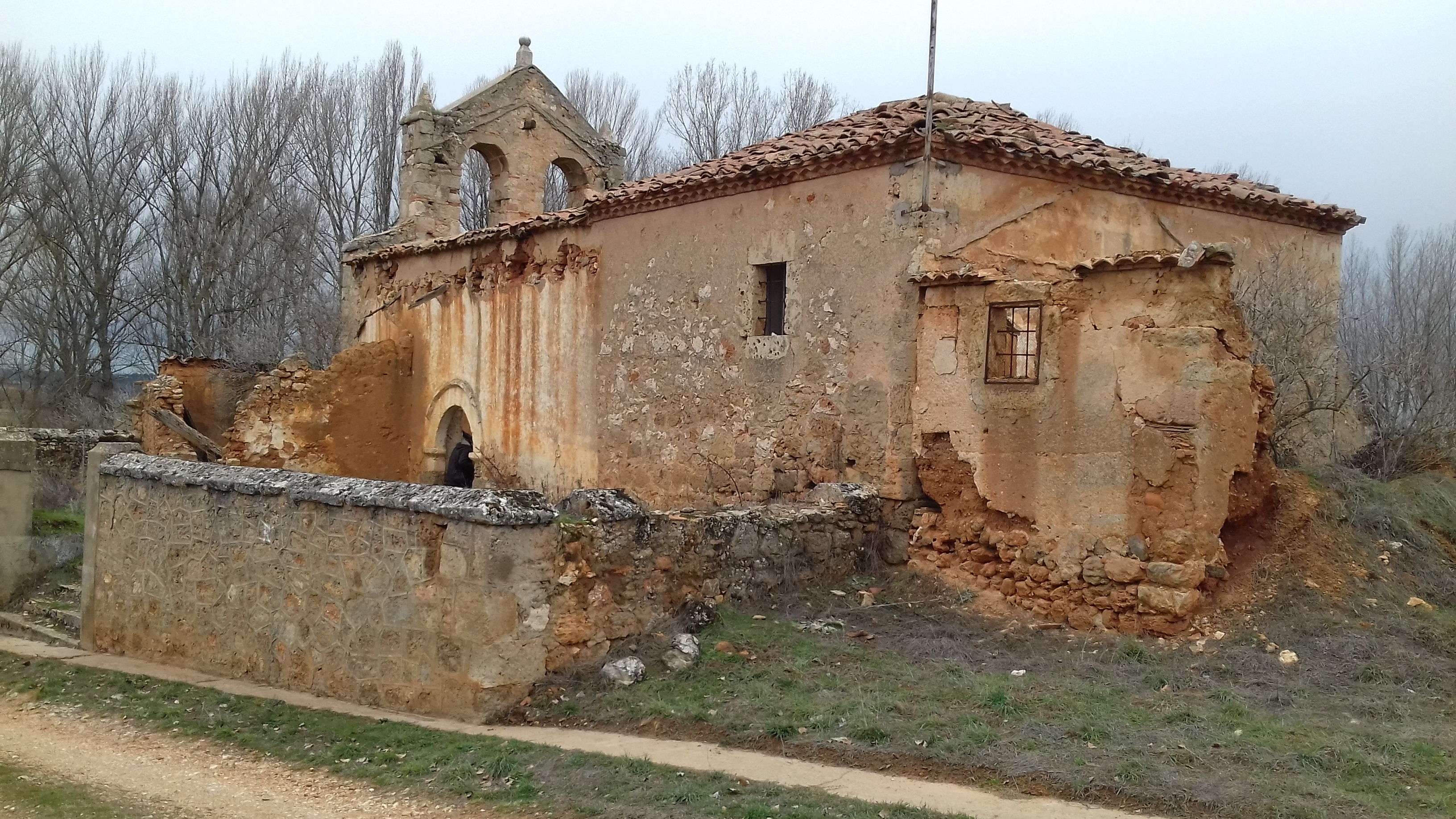
Iglesia de San Juan Bautista
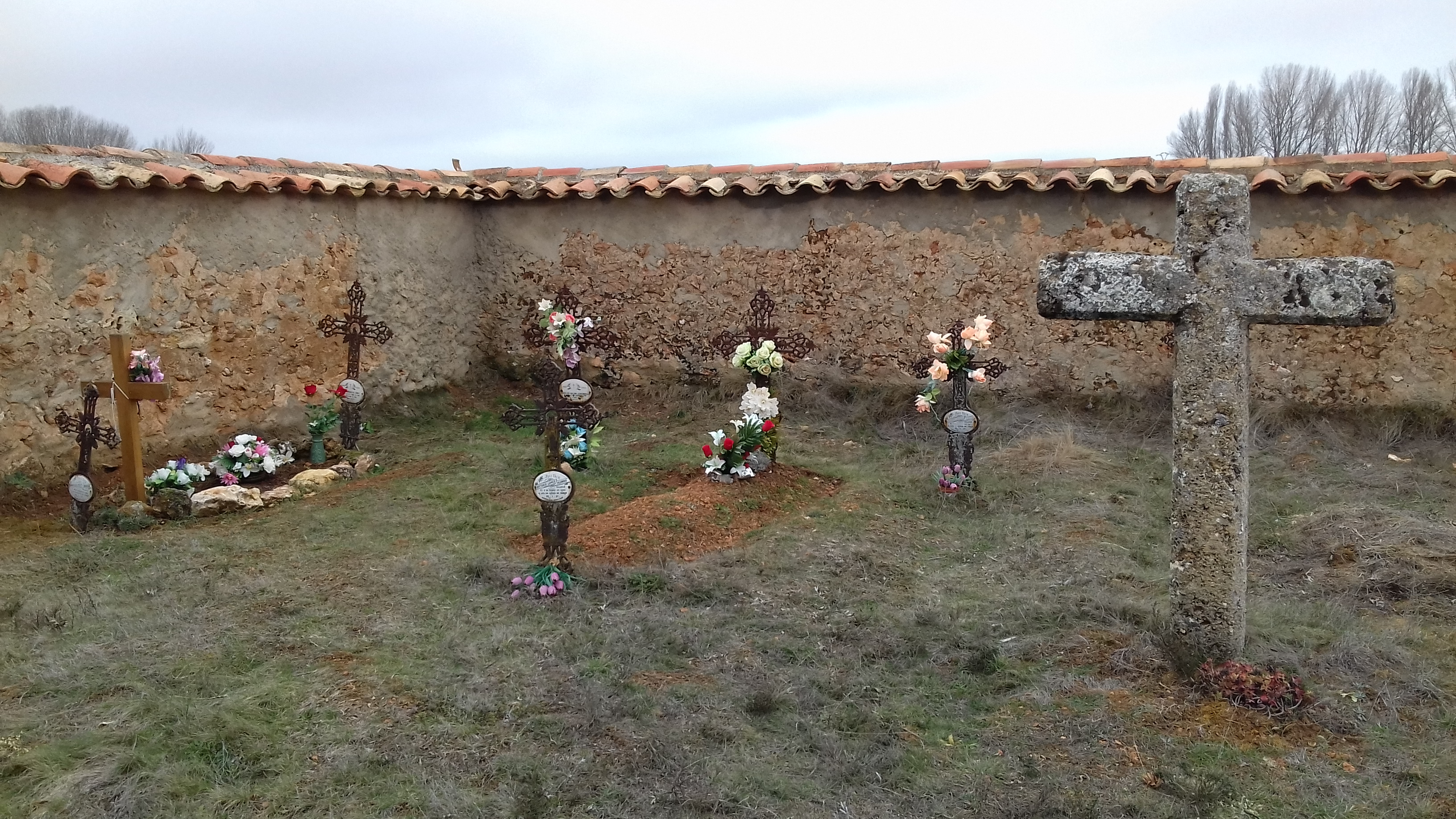
Cementerio
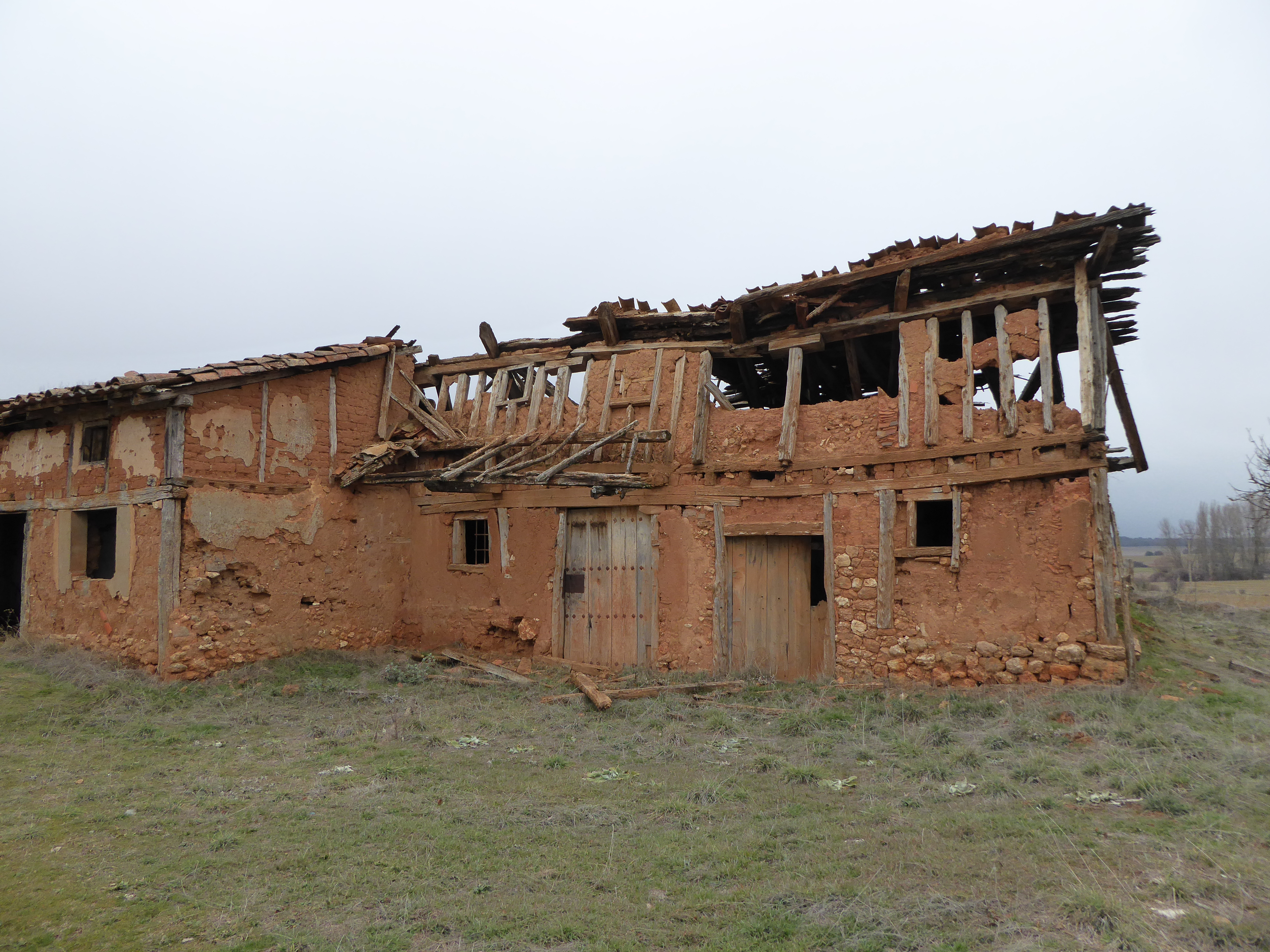
Arquitectura autóctona en ruinas
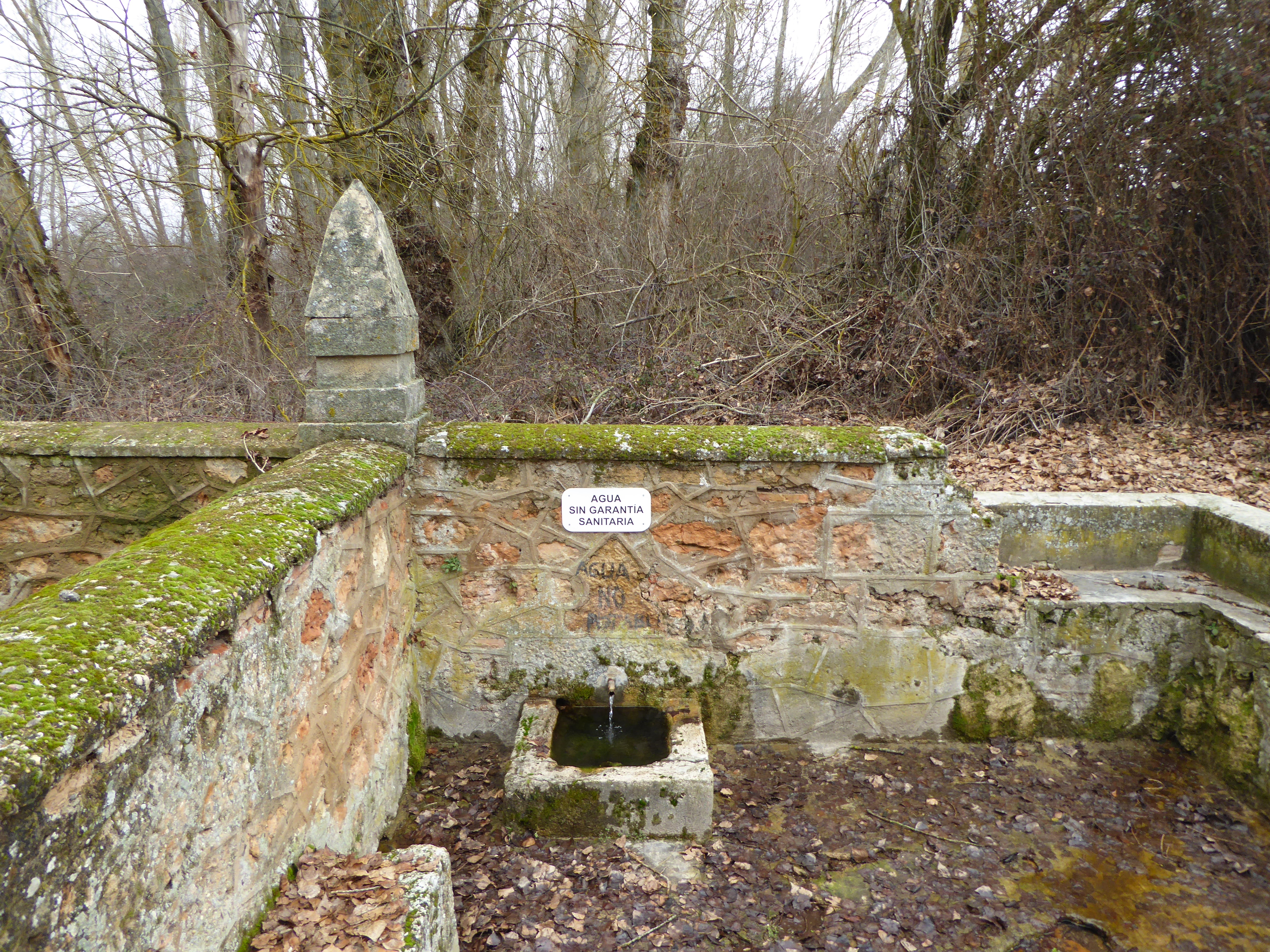
Fuente en Escobosa de Calatañazor
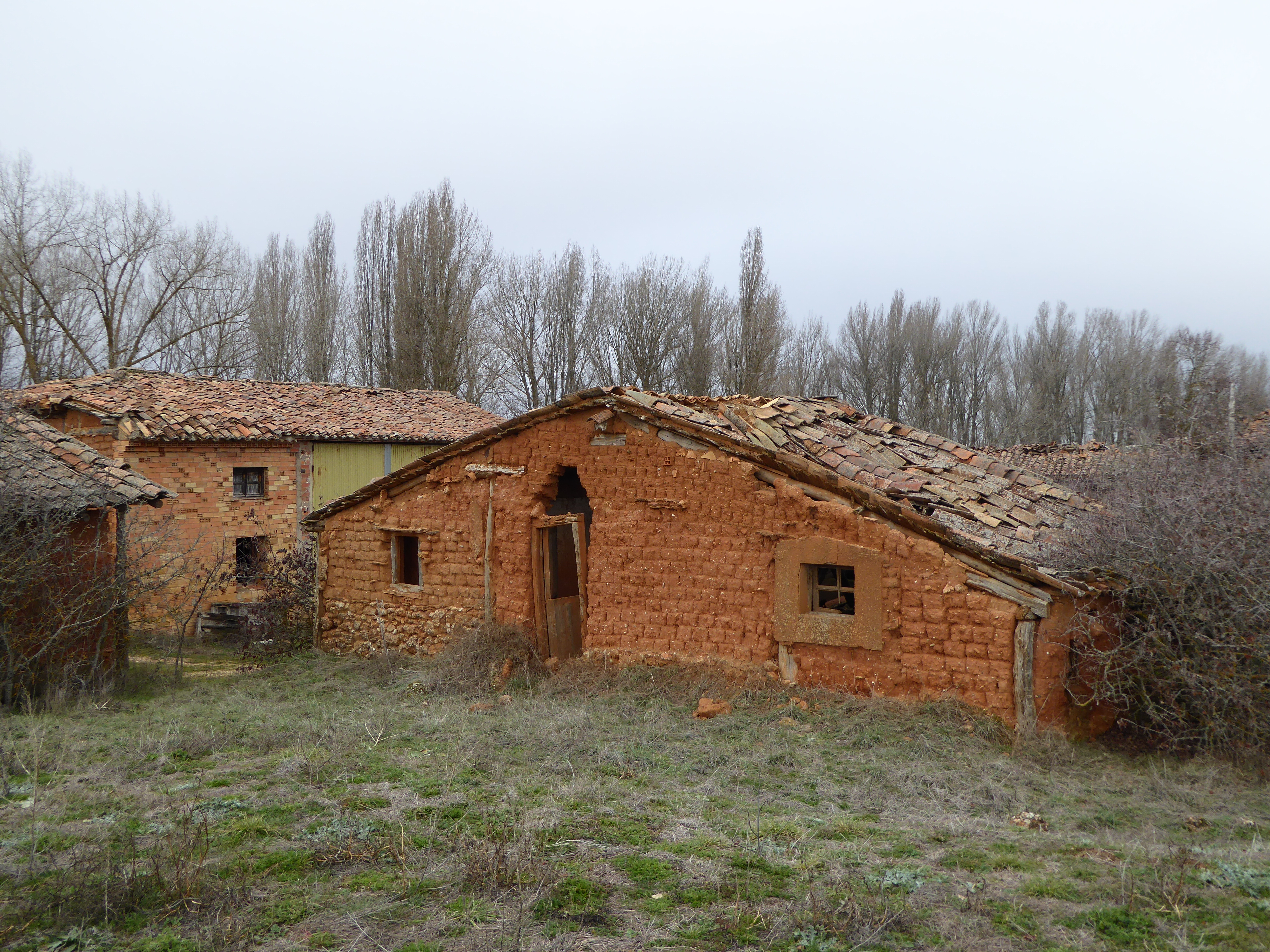
Arquitectura autóctona